# 크로스로드 (페어리즈의 노래)
〈크로스로드〉(일본어: クロスロード)는 2016년 8월 10일에 발매된 페어리즈의 메이저 데뷔 12번째 싱글이다.

## 트랙 리스트

### 통상반
1. 크로스로드
2. 코스모스
3. 크로스로드 (Instrumental)
4. 코스모스 (Instrumental)

### DVD
1. 크로스로드 -Video Clip-
2. 크로스로드 -Making-